# Къща музей „Пеньо Пенев“
Къщата музей „Пеньо Пенев“ се намира в родното село на поета Пеньо Пенев Добромирка, област Габрово.
В къщата музей е подредена експозиция, представяща живота и произведенията му. Тя е преустроена като музей през 1980 г. Къщата е двуетажна, като на първия са разположени експонати, даващи информация за строителството в селото. В селото са родени много майстори строители, известни в региона. Изложени са много грамоти и майсторски свидетелства на местните занаятчии. Изложени са снимки и информация за по-знатните майстори.
На втория етаж са разположени четири стаи, където е представен целият живот на поета Пеньо Пенев. В две от стаите са изложени снимки на поета със семейството му, както и стихове, писма и грамоти, връчвани на поета приживе. Третата стая е личната стая на поета, в нея има малка маса, разположена в ъгъла, близо до масата е разположена личната му мастилница, както и неговата перодръжка. В другия край на стаята е разположено легло, покрито с покривка, дрехи, носени от времето, когато работи като строител. В четвъртата стая са изложени предмети, представящи бита и културата на местното население – малки трикраки столчета, кратунки за вода, както и различни съдове за приготвяне на храна.